# Lauritz Falk
Lauritz Falk (Bruxelles, 15 novembre 1909 – Stoccolma, 1º febbraio 1990) è stato un attore e regista svedese. 
Già attivo come attore bambino nel cinema muto svedese, ha conosciuto una lunga carriera di attore e regista dal 1936 al 1989 al cinema, al teatro e alla televisione.

## Biografia
Lauritz Meyer de Chezaux Falk nasce a Bruxelles nel 1909, da padre norvegese e madre svedese.
Comincia giovanissimo l'attività attoriale. La partecipazione al film Norrtullsligan (1923) ne fa, con Gösta Alexandersson e Palle Brunius, uno dei principali attori bambini del cinema muto svedese.
Risiede in Norvegia per studiare arte a Oslo e si reca anche a Parigi, ma torna al cinema nel 1937 e da allora conosce una lunga e ininterrotta carriera di successo che lo vedrà impegnato fino alla fine degli anni ottanta come attore al teatro, al cinema e quindi alla televisione. Dal 1938 al 1942 lavora al Teatro Nazionale di Oslo. Con l'occupazione nazista della Norvegia, si trasferisce nella neutrale Svezia. Già dagli anni quaranta fa le prime esperienze anche come cantante e regista. Nonostante l'intensa attività al cinema e alla televisione, rimane sempre legato al teatro. Dal 1970 al 1982, e quindi ancora dal 1985 al 1988, lavora al Royal Dramatic Theatre di Stoccolma, come attore e regista.
È stato sposato dal 1937 al 1950 con l'attrice Vibele Falk e quindi dal 1955 alla sua morte con un'altra attrice Birgit Lennartsson.
Muore nel 1990 a Stoccolma, all'età di 80 anni. È sepolto al Galärvarvkyrkogården di Stoccolma.

## Filmografia

### Attore

#### Cinema
- Norrtullsligan, regia di Per Lindberg (1923)
- Flickorna på Uppåkra, regia di Alice Eklund e Lorens Marmstedt (1936)
- To levende og en død, regia di Gyda Christensen e Tancred Ibsen (1937)
- Gjest Baardsen, regia di Tancred Ibsen (1939)
- En herre med bart, regia di Alfred Maurstad (1942)
- Den farlige leken, regia di Tancred Ibsen (1942)
- Som du vill ha mej, regia di Gösta Cederlund (1943)
- Det brinner en eld, regia di Gustaf Molander (1943)
- I cospiratori di Wismar (Kungajakt), regia di Alf Sjöberg (1944)
- Klockan på Rönneberga, regia di Gunnar Skoglund (1944)
- Lev farligt, regia di Lauritz Falk (1944)
- Vändkorset, regia di Lauritz Falk (1944)
- Oss tjuvar emellan eller En burk ananas, regia di Olof Molander (1945)
- Gomorron Bill!, regia di Lauritz Falk e Peter Winner (1945)
- Bröllopsnatten, regia di Bodil Ipsen (1947)
- Konsten att älska, regia di Gunnar Skoglund (1947)
- En fluga gör ingen sommar, regia di Hasse Ekman (1947)
- Sjätte budet, regia di Stig Järrel (1947)
- Nyckeln och ringen, regia di Anders Henrikson (1947)
- Vi flyger på Rio, regia di Åke Ohberg (1949)
- Singoalla, regia di Christian-Jaque (1949)
- Vi gifter oss, regia di Nils R. Müller (1951)
- Selkvinnen, regia di Lauritz Falk e Per Jonson (1953)
- Brudebuketten, regia di Bjørn Breigutu (1953)
- Den dödes skugga, regia di Sheldon Reynolds (1956)
- Spionaggio internazionale (Foreign Intrigue), regia di Sheldon Reynolds (1956)
- Smuglere i smoking, regia di Bjarne Andersen (1957)
- Kostervalsen, regia di Rolf Husberg (1958) - non accreditato
- Ryttare i blått, regia di Arne Mattsson (1959)
- Pärlemor, regia di Torgny Anderberg (1961)
- Hans Nielsen Hauge, regia di Kåre Bergstrøm (1961)
- Il diavolo, regia di Gian Luigi Polidoro (1963)
- Är du inte riktigt klok?, regia di Yngve Gamlin (1964)
- Equilibrium - Det er meg du skal elske, regia di Nils R. Müller (1965)
- Giochi di notte (Nattlek), regia di Mai Zetterling (1966)
- Lockfågeln, regia di Torgny Wickman (1971)
- Firmafeste, regia di Jan Halldoff (1972)
- Anderssonskans Kalle i busform, regia di Arne Stivell (1973)
- Eddie og Suzanne, regia di Arild Kristo (1975)
- Långt borta och nära, regia di Marianne Ahrne (1976)
- Oss, regia di Laila Mikkelsen (1976)
- Uppdraget, regia di Mats Arehn (1977)
- En kärleks sommar, regia di Mats Arehn (1979)
- Amorosa, regia di Mai Zetterling (1986)

#### Televisione
- Foreign Intrigue, serie TV, sette episodi (1952-55)
- Hamlet, regia di Alf Sjöberg (1955)
- 13 Demon Street, serie TV, due episodi (1959)
- Hans Brinker or the Silver Skates, regia di Norman Foster (1962)
- Spöket på Canterville, film TV, regia di Bernt Callenbo (1962)
- Halsduken, miniserie in 6 episodi, regia di Hans Lagerkvist (1962)
- En historia till fredag, miniserie (1965)
- Biprodukten, film TV, regia di Kurt-Olof Sundström (1969)
- Régi nyár, film TV, regia di Márton Keleti (1969)
- Röda rummet, miniserie, regia di Bengt Lagerkvist (1970)
- Paul Temple, serie TV, un episodio (1970)
- Kvarteret Oron, miniserie, regia di Carl Torell (1974)
- Engeln II, miniserie, un episodio (1976)
- Sjung vackert om kärlek, film TV, regia di Gunnel Lindblom (1976)
- Väljarnas förtroende, film TV, regia di Thomas Hellberg (1977)
- Drömmare på besök, miniserie (1978)
- Hedebyborna, serie TV, 16 episodi, regia di Håkan Ersgård (1978-82)
- Skeppsredaren, miniserie, un episodio, regia di Hans Abramson (1979)
- Selambs, miniserie, un episodio, regia di Bengt Lagerkvist (1979)
- Dubbelsvindlarna, miniserie, un episodio, regia di Per Berglund (1982)
- Rid i natt!, miniserie, regia di Per Sjöstrand (1985)
- Gösta Berlings saga, miniserie, regia di Bengt Lagerkvist (1986)
- Studierektorns sista strid, miniserie, tre episodi (1986)
- Roland Hassel – Säkra papper, film TV, regia di Mikael Ekman (1989)
- Varuhuset, serie TV, due episodi, regia di Rolf Sohlman (1989)
- Vildanden, serie TV (1989)

### Regista
- Lev farligt, regia di Lauritz Falk (1944)
- Vändkorset, regia di Lauritz Falk (1944)
- Gomorron Bill!, regia di Lauritz Falk (1944)
- Tom og Mette på sporet, regia di Lauritz Falk (1952)
- Selkvinnen, regia di Lauritz Falk (1953)